# Filozofia aleksandryjska

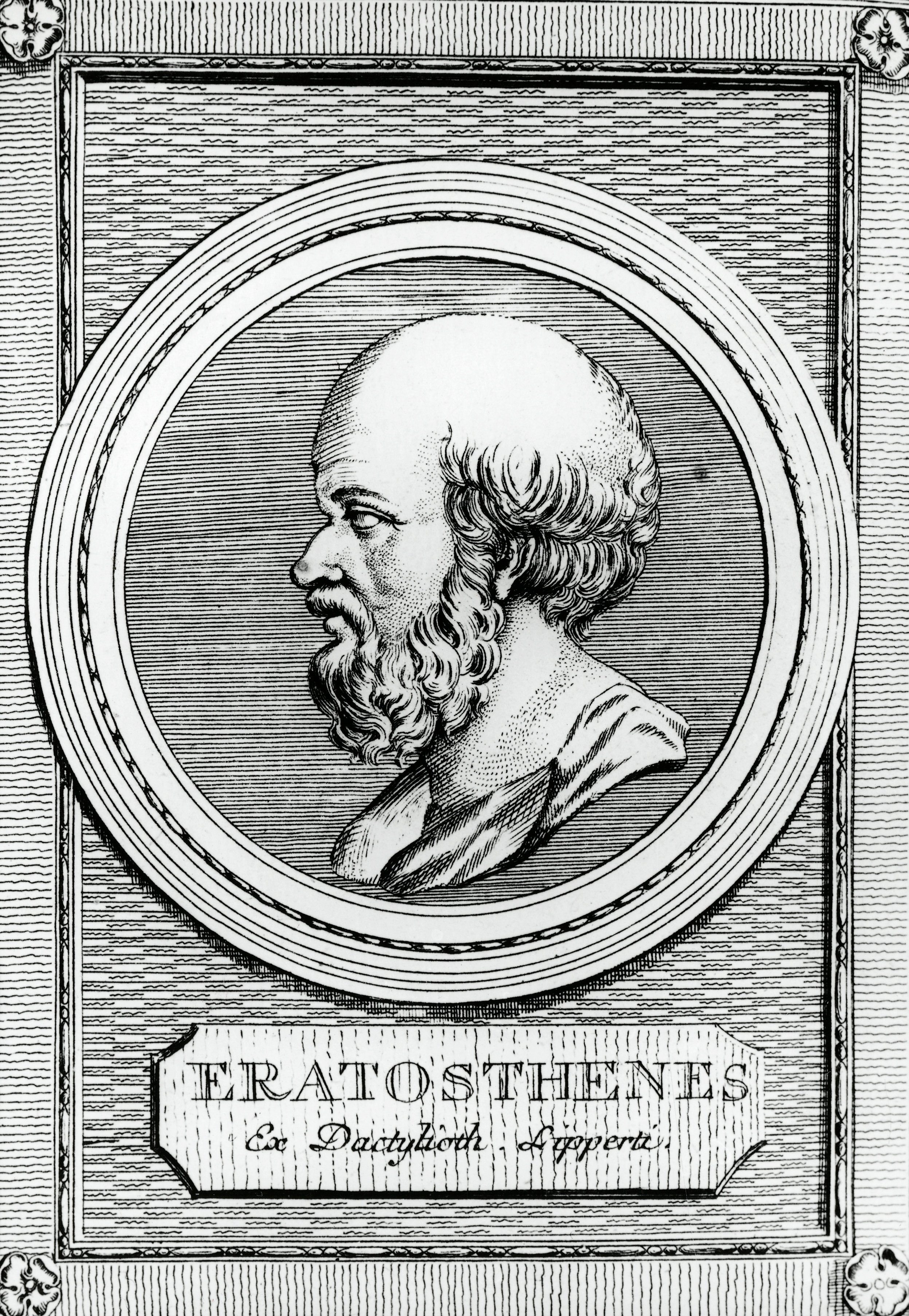
Eratostenes, od 236 r. przed Chr. był zarządcą Biblioteki Aleksandryjskiej.

Filozofia aleksandryjska – wieloznaczny i z tego powodu współcześnie niemal całkowicie zarzucony termin określający wiele nurtów filozofii hellenistycznej, zwłaszcza różne postacie platonizmu rozwijane w Aleksandrii, głównym ośrodku myśli filozoficznej późnej starożytności, między III w. p.n.e. a podbojem arabskim. W dawniejszej historii filozofii termin ten używany był często jako synonim terminu „filozofia hellenistyczna”. Główne nurty filozoficzne, które miały składać się na „filozofię aleksandryjską” to: 
- żydowska filozofia hellenistyczna, której najważniejszym przedstawicielem jest Filon z Aleksandrii
- gnostycyzm aleksandryjski i różne prądy hermetyczne i teozoficzne (zob. Hermes Trismegistos)
- właściwy neoplatonizm, którego najwybitniejszym reprezentantem był Plotyn
- neoplatonizm chrześcijański i tzw. „gnoza chrześcijańska”, których najważniejszymi reprezentantami byli Klemens Aleksandryjski i Orygenes
- późny neoplatonizm o nastawieniu historyczno-erudycyjnym

Dawniejsza historia filozofii upatrywała w filozofii aleksandryjskiej pewnego rodzaju spójny kierunek charakteryzujący się emanacyjnym panteizmem, gradualizmem, przekonaniem o możliwości ubóstwienia człowieka na drodze ekstazy mistycznej. Część historyków za główną cechę „filozofii aleksandryjskiej” uznawała obecność w niej syntezy religijności Wschodu i racjonalnej filozofii Zachodu. Dlatego też za główny nurt „filozofii aleksandryjskiej” uchodziła platonistyczna filozofia żydowska, za jej główny moment doktryna o osobowym pośredniku między transcendentalnym jedynym Bóstwem a skażonym światem materialnym, za głównego reprezentanta Filon, a za najbardziej typowy przejaw nauka o Logosie. Analogiczny charakter do żydowskiego platonizmu miała mieć gnostycka doktryna o bosko-ludzkim pośredniku (theios aner) między niepoznawalnym Bóstwem a chcącym je poznać ludźmi. 
W nowszej historii filozofii pojawia się tylko termin szkoła aleksandryjska oznaczający jeden z głównych nurtów neoplatonzmu. Za jej reprezentantów uznaje się m.in. Hypatię z Aleksandrii, Synezjusza z Cyreny, Amoniusza Sakkasa. Szkołę tę wyróżnia się przeciwstawiając ją neoplatonizmowi syryjskiemu i ateńskiemu. Odróżniać ma ją od nich prostota systemu metafizycznego i prostota spekulacji, przejawiająca się zwłaszcza jako brak ciągłego mnożenia licznych w pozostałych systemach neoplatońskich hipostaz Jedni. Jako że liczne hipostazy szkoły syryjskiej rozumiane były często politeistycznie, unikająca ich szkoła aleksandryjska zbliżała się stopniowo do monoteizmu chrześcijańskiego lub judaistycznego. Dlatego też późniejszy, zbliżający się do monoteizmu platonizm Aleksandrii określa się jako „drugą szkołę aleksandryjską”.
Pod koniec V w. kierownikiem szkoły filozoficznej w Aleksandrii był komentator Arystotelesa i Porfiriusza, Amoniusz syn Hermiasza.